# Sucker Punch (álbum de Sigrid)
Sucker Punch é o primeiro álbum de estúdio da cantora norueguesa Sigrid, lançado em 8 de março de 2019 pela Island Records. Foi precedido pelo lançamento do EP Raw em 2018. Nenhuma das canções apresentadas no Raw foi incluída no álbum; no entanto, duas foram incluídas no EP de estreia de Sigrid, Don't Kill My Vibe (2017). Sigrid empregouoss colaboradores Martin Sjølie, Odd Martin Skålnes, Oscar Holter, Askjell Solstrand, Patrik Berger e Martin Stilling para a produção do álbum. O resultado foi um pop, electropop e synth-pop descrito por críticos de música como explorando estilos musicais pop indie e mainstream.
Sucker Punch foi recebido com críticas positivas dos críticos de música. Comercialmente, o álbum liderou a parada de álbuns da Noruega em sua primeira semana, enquanto também alcançou os cinco primeiros na Irlanda, Escócia e Reino Unido, além de alcançar posições modestas em várias paradas europeias. O álbum foi promovido pelos singles "Don't Kill My Vibe", " Strangers", "Sucker Punch", "Don't Feel Like Crying" e "Mine Right Now", bem como pelos singles promocionais "Dynamite" e "Sight of You".

## Antecedentes
Sigrid ganhou destaque internacional após o lançamento de seu hit  "Don't Kill My Vibe" em fevereiro de 2017 e ganhou o prêmio BBC Music Sound de 2018 em janeiro. Falando sobre o álbum, ela declarou: "Eu descobri isso logo no início, vai ser difícil para mim tentar ser outra coisa senão quem eu sou. Eu sempre disse que se vou fazer isso, é mais fácil ser eu mesma e parecer eu mesma, onde posso me reconhecer".  Em 31 de janeiro de 2019, Sigrid revelou a lista de faixas do álbum via Twitter.

## Singles
"Don't Kill My Vibe" foi lançado como o single principal do álbum em 10 de fevereiro de 2017. Também foi incluído no EP de estreia da cantora de mesmo nome. Comercialmente, atingiu o número 28 no país de origem da cantora. Fora da Noruega, a canção alcançou o top vinte na Escócia. 
"Strangers" foi lançado como o segundo single em 10 de novembro de 2017. A canção alcançou o número um na Croácia e Escócia, enquanto alcançava o pico entre os dez primeiros nas paradas na Irlanda, Noruega e Reino Unido.
A faixa-título do álbum foi lançada como o terceiro single em 4 de outubro de 2018. Alcançou o número 12 na Noruega. 
"Don't Feel Like Crying" foi lançado em 17 de janeiro de 2019 como o quarto single do álbum. "Há uma certa graça na dor de cabeça", disse Sigrid. "Uma espécie de...graça épica! Eu gosto de boas canções pop sinceras." Comercialmente, alcançou o top 30 na Noruega e o top 20 no Reino Unido, Escócia e Irlanda. 
Em 3 de maio de 2019, "Mine Right Now" foi lançado como o quinto single do álbum. Em junho, o videoclipe para a música foi lançado; devido a problemas de voo, Sigrid não pôde aparecer no videoclipe, então o diretor, Max Siedentopf, estrelou o videoclipe. Um vídeo vertical com foco na cantora foi lançado em 25 de julho de 2019, e o vídeo da fan art em 21 de agosto de 2019.

### Singles promocionais
"Dynamite" foi lançado como o primeiro single promocional do álbum em 28 de abril de 2017. Foi incluído no EP de estreia de Sigrid, Don't Kill My Vibe (2017). 
"Sight of You" foi lançado em 28 de fevereiro de 2019 como o segundo single promocional do álbum, uma semana antes do lançamento do álbum.

## Recepção crítica
| Críticas profissionais | Críticas profissionais |
| Pontuações agregadas   | Pontuações agregadas   |
| Fonte                  | Avaliação              |
| ---------------------- | ---------------------- |
| AnyDecentMusic?        | 7.5/10                 |
| Metacritic             | 78/100                 |
| Avaliações da crítica  |                        |
| Fonte                  | Avaliação              |
| AllMusic               | 4 de 5 estrelas.       |
| Clash                  | 8/10                   |
| DIY                    | 3.5 de 5 estrelas.     |
| Drowned in Sound       | 8/10                   |
| Exclaim!               | 7/10                   |
| The Irish Times        | 4 de 5 estrelas.       |
| The Line of Best Fit   | 10/10                  |
| NME                    | 4 de 5 estrelas.       |
| Pitchfork              | 6/10                   |
| Rolling Stone          | 3.5 de 5 estrelas.     |

No Metacritic, que atribui uma classificação normalizada de 100 às críticas dos críticos convencionais, o álbum tem uma pontuação média de 78, com base em 16 críticas, indicando "críticas geralmente favoráveis". Robin Murray, escrevendo para Clash, avaliou o álbum com oito estrelas em dez, chamando o álbum de uma "exibição compacta e concisa de ambição pop, um feito perfeitamente equilibrado que coloca as habilidades inatas do talento norueguês contra seu desejo de se expandir, para descobrir algo novo ".  Kitty Richardson de The Line of Best Fit, avaliou o álbum em dez entre dez e escreveu que o álbum como "irradia seu tipo particular de empoderamento: não do tipo arrebatador que poderíamos esperar de seus colegas, mas um compromisso mais modesto com o amor-próprio — especialmente quando a vida lança seus inevitáveis ganchos de direita". Avaliando o álbum com quatro estrelas de cinco, Neil Yeung do AllMusic chamou Sucker Punch como "uma estréia magistral de um talento promissor sem medo de ser apenas ela mesma".
Thomas Smith, escrevendo para a NME, avaliou o álbum com quatro estrelas de cinco e afirmou que o álbum "não parece um enredo meticulosamente coreografado e astuto para fazer de Sigrid uma Superstar Pop Internacional". Ele concluiu sua crítica chamando o álbum de "um final maravilhoso em uma campanha de dois anos que fez quase tudo certo". Harriet Linnell, escrevendo para Drowned in Sound, avaliou o álbum com oito estrelas de dez, elogiando Sigrid por "esculpir seu próprio nicho sônico". Ela também chamou Sucker Punch de "primeiro álbum eclético, original, mas incrivelmente memorável". Rachel Finn, escrevendo para DIY, descreveu o álbum como "cheio de refrões dramáticos e intensos e vocais limpos, onde quase todas as músicas são um hit de rádio em potencial — só que isso não é uma coisa ruim". Ela então avaliou o álbum com 3,5 estrelas de 5. Brad Garcia do Exclaim! avaliou o recorde de 7 de 10, afirmando "embora possa parecer que ela ainda não abraçou totalmente sua singularidade nos espaços convencionais, há muitos momentos no Sucker Punch que sugerem que Sigrid está a caminho".
Uma semana após seu lançamento, o álbum esteve na quarta posição britânica no Official Charts.

## Faixas
| N.º            | Título                   | Compositor(es)                                        | Produtor(es)              | Duração |  |
| 1.             | "Sucker Punch"           | Sigrid Raabe Emily Schwartz Martin Sjølie             | Sjølie Odd Martin Skålnes | 3:14    |  |
| 2.             | "Mine Right Now"         | Sigrid Schwartz Sjølie                                | Sjølie Skålnes            | 3:23    |  |
| 3.             | "Basic"                  | Sigrid Jonny Lattimer                                 | Sjølie Skålnes            | 3:37    |  |
| 4.             | " Strangers"             | Sigrid Sjølie                                         | Sjølie                    | 3:53    |  |
| 5.             | "Don't Feel Like Crying" | Sigrid Schwartz Oscar Holter                          | Holter                    | 2:37    |  |
| 6.             | "Level Up"               | Sigrid Schwartz Sjølie                                | Sjølie Skålnes            | 2:17    |  |
| 7.             | "Sight of You"           | Sigrid Askjell Solstrand                              | Solstrand                 | 3:57    |  |
| 8.             | "In Vain"                | Sigrd Joseph Janiak                                   | Solstrand                 | 4:07    |  |
| 9.             | "Don't Kill My Vibe"     | Sigrd Sjølie                                          | Sjølie                    | 3:04    |  |
| 10.            | "Business Dinners"       | Sigrd Jonnali Parmenius Patrik Berger Martin Stilling | Berger Stilling           | 2:48    |  |
| 11.            | "Never Mine"             | Sigrd Parmenius Sjølie                                | Sjølie                    | 3:51    |  |
| 12.            | "Dynamite"               | Sigrd Solstrand                                       | Solstrand                 | 3:38    |  |
| Duração total: | Duração total:           | Duração total:                                        | Duração total:            | 40:23   |  |